# Юрюзань (місто)
Юрюзáнь — місто районного підпорядкування у Катав-Іванівському району Челябінської області Росії.
Місто розташоване на річці Юрюзань (басейн Ками), за 254 км на захід від Челябінська, на території Історичного Башкортостану.

## Назва
Найменування міста походить від гідроніма Юрюзань, який в свою чергу перекладається як «велика річка» (долина) — від башкирського юр (йур) `велика ` і үҙән (узян) `річка, долина `".

## Історія
Засновано в 1758 як селище у зв'язку з будівництвом сибірськими промисловцями І.Твердишевим та І.Мясниковим залізовиробного заводу (діяв до 1908 року) та отримав назву Юрюзань-Іванівський Завод. З кінця XIX століття — Юрюзанський Завод. У 1829 тут відбувся один з найбільших в 1-й половині XIX століття виступів кріпаків — повстання під керівництвом заводського службовця Тараканова. Місто отримало свою сучасну назву 18 червня 1943, яке було дано на честь річки.
У радянський час у місті діяв механічний завод, який виробляв побутові холодильники «Юрюзань», а також боєприпаси для стрілецької зброї — в тому числі, для унікальних підводних пістолетів, різні види ланцюгів для сільського господарства та харчової промисловості, тракторні помпи.

## Інфраструктура
Залізнична станція Юрюзань на лінії В'язова — Катав-Іванівськ, на якій немає пасажирського руху з 2008 року.
Лікарня, палац культури, будинок дитячої творчості, станція юних техніків.

## Пам'ятки
- Могила Героя Радянського Союзу Івана Кукарина на центральній площі міста.
- Різні історичні місця: Ідрісовська печера, місцевість села Тікєєво, село Шаганай, печера на горі Мішер-каши

2010 року через Юрюзань пройшла траса першої міжнародної навколосвітньої автогонки на електромобілях zero emissiomn race

## Населення
| Рік                | 1897 | 1959  | 1970  | 1979  | 1989  | 2002  | 2010  | 2012   |
| Населення, жителів | 7491 | 17291 | 17510 | 18113 | 18294 | 14158 | 12571 | 12 434 |

## Відомі люди
У місті народились:
- Костинська Наталія Євгенівна (* 1948) — український фармаколог.
- Сирцов Дмитро Дмитрович — Герой Радянського Союзу.
- Шкарбун Дмитро Павлович (1977—2014) — підполковник Збройних сил України, учасник російсько-української війни.